# Musa ornata
Musa ornata là một loài thực vật có hoa trong họ Musaceae. Loài này được Roxb. miêu tả khoa học đầu tiên năm 1824.

## Hình ảnh

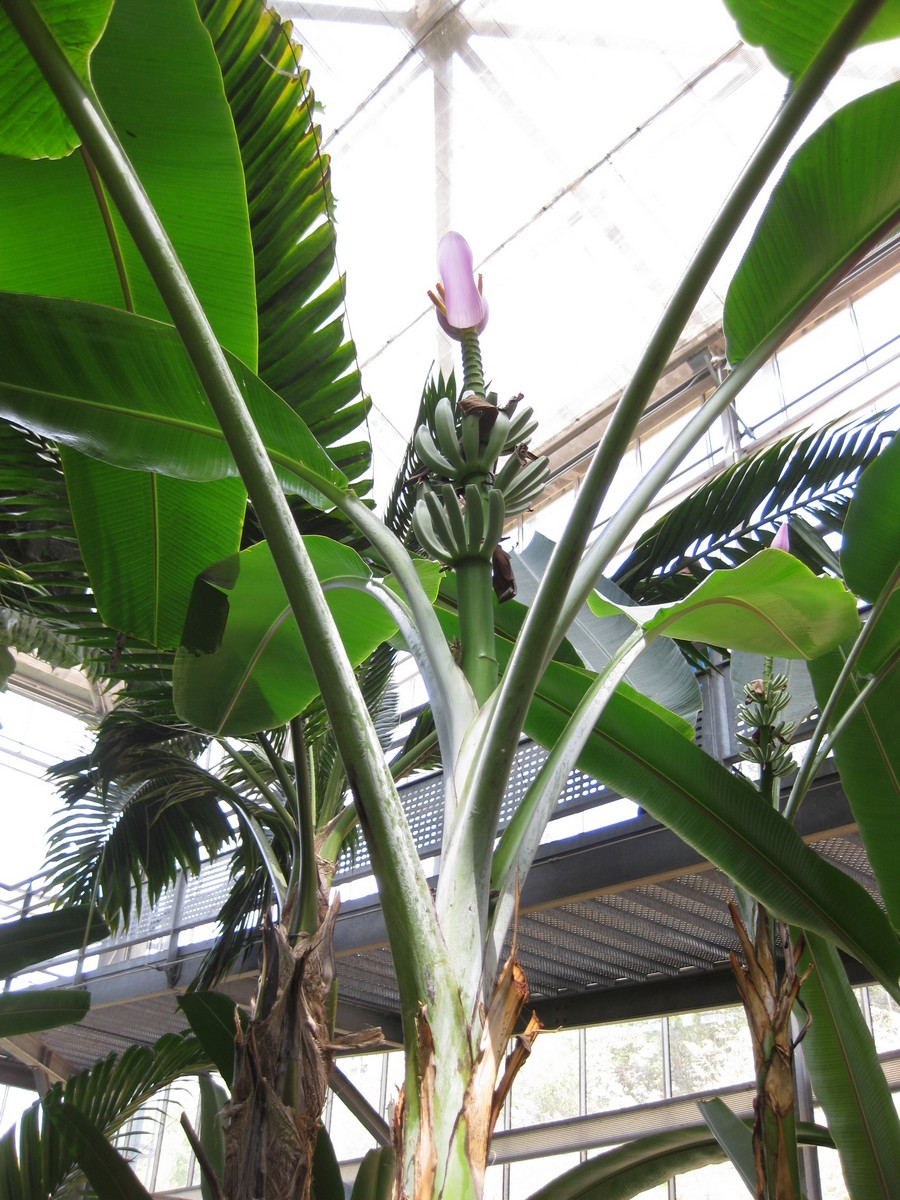
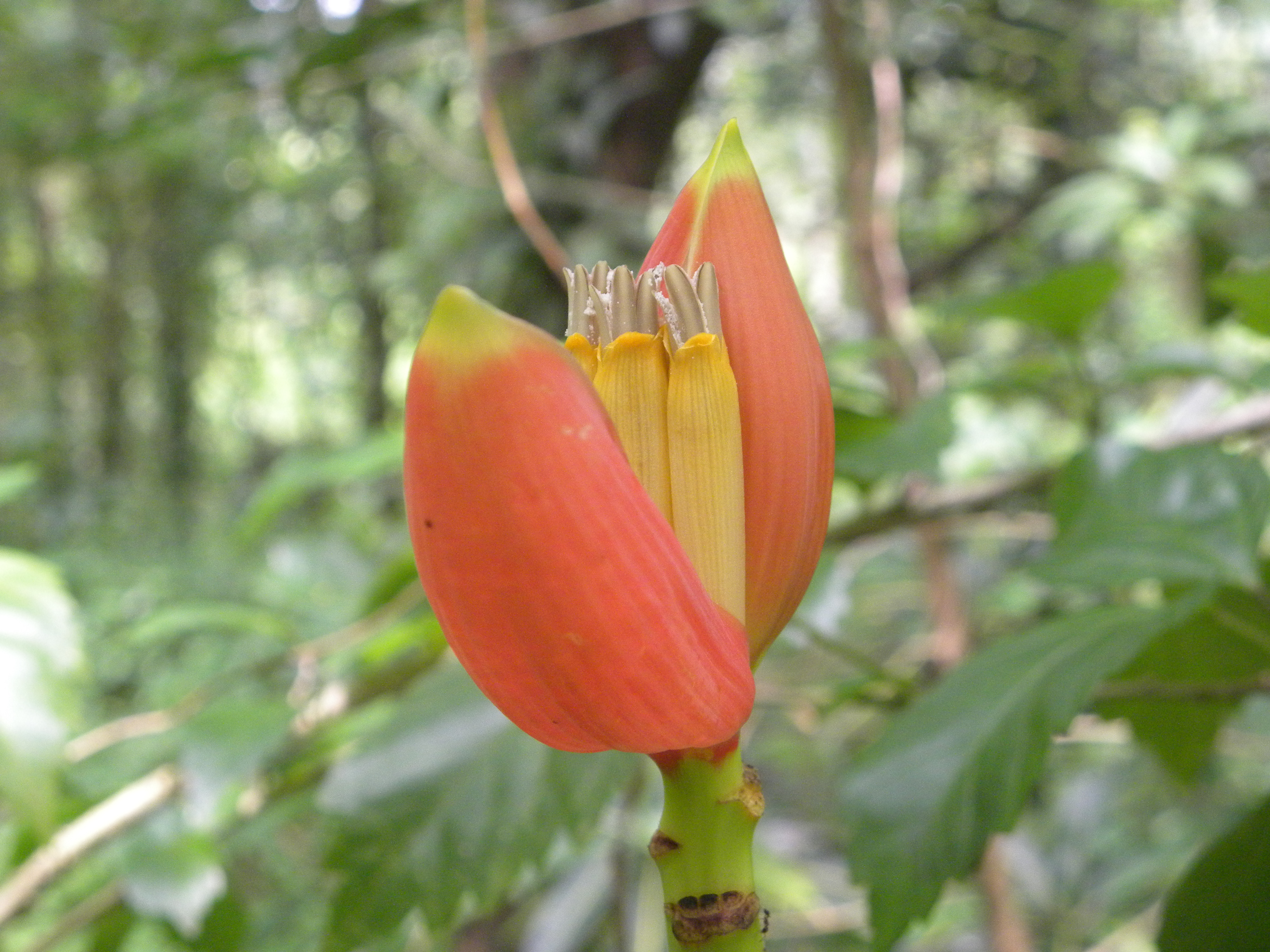
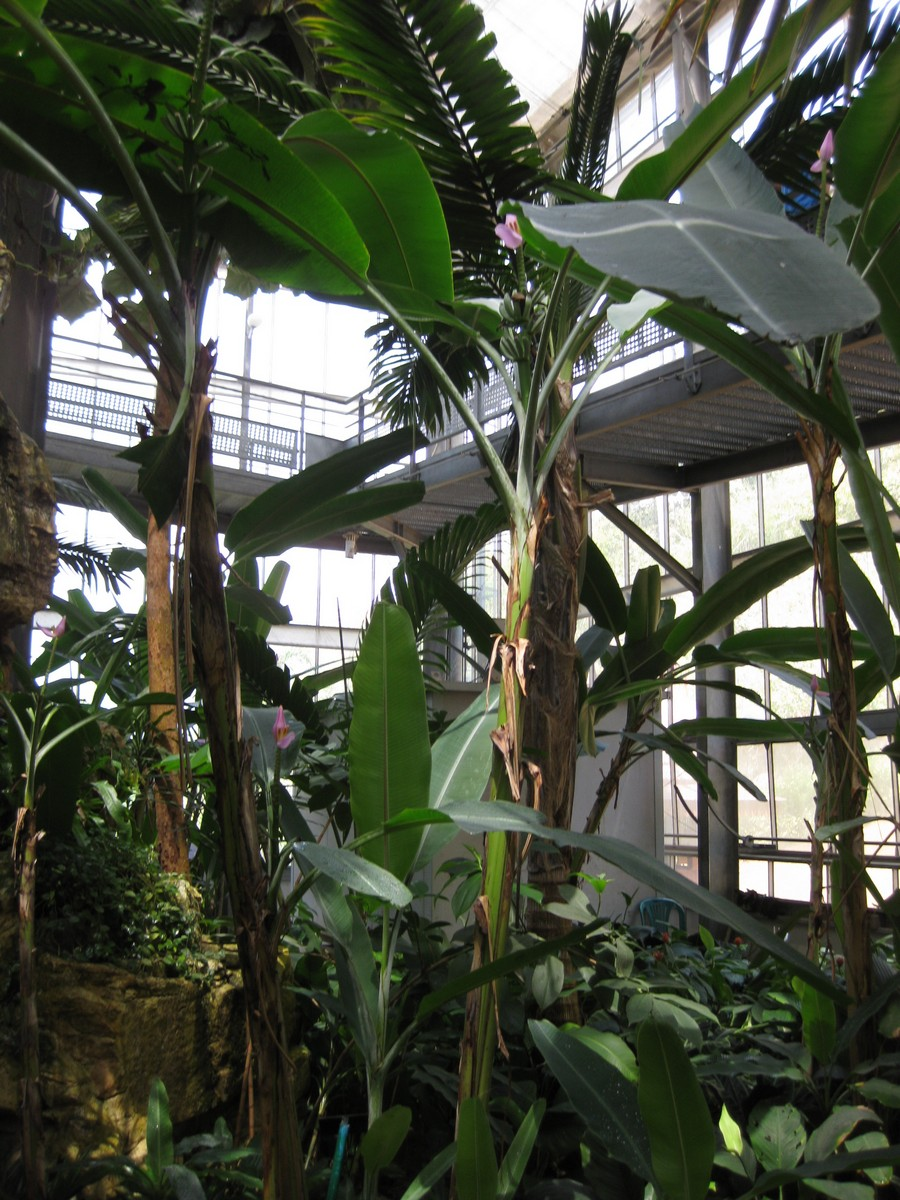
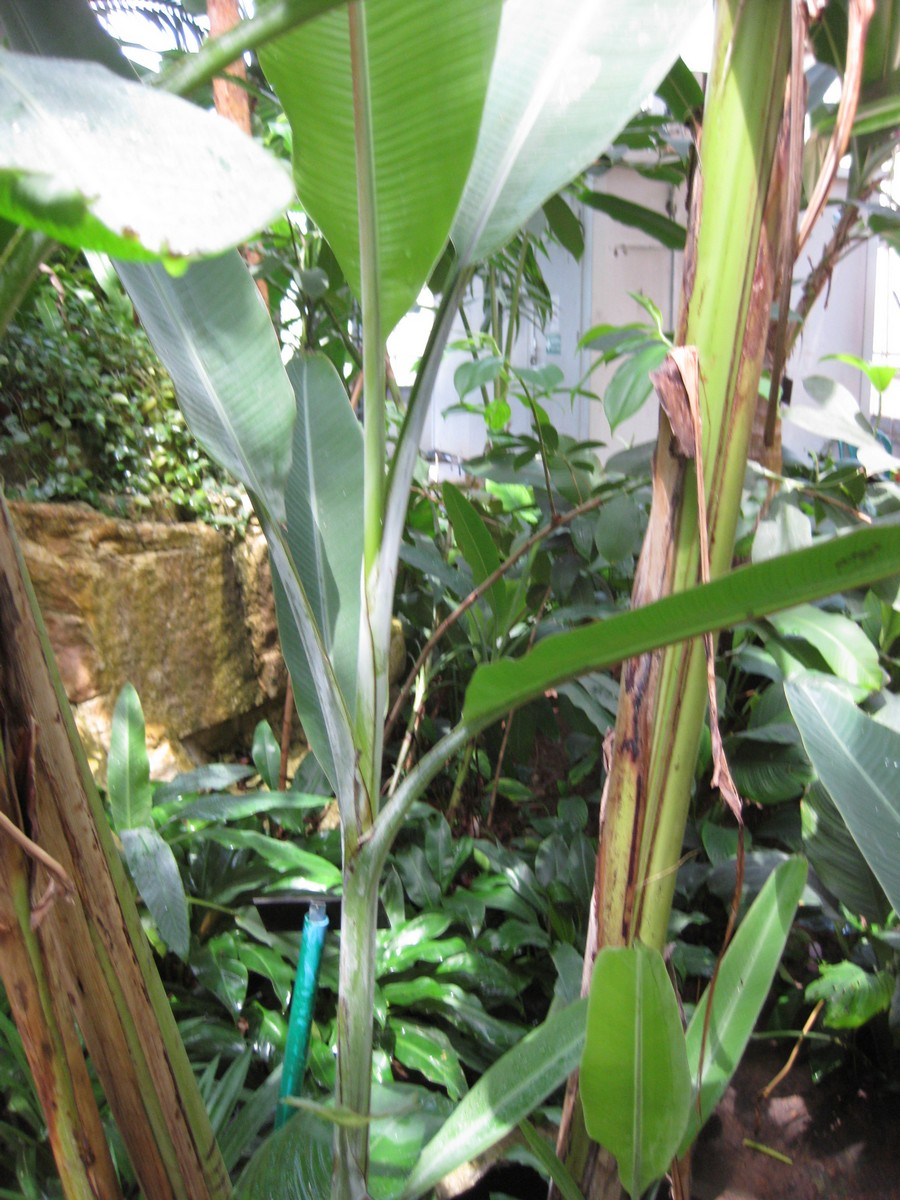